# Gefecht bei Wesenberg (1708)
1. Phase: Schwedische Dominanz (1700–1709)
Dänischer Kriegsschauplatz (1700)
Humlebæk • Tönning I 
Livländ./ Estnischer Kriegsschauplatz (1700–1708)
Riga I • Jungfernhof • Varja • Pühhajoggi • Narva • Petschora • Düna • Rauge • Erastfer • Hummelshof • Embach • Tartu • Narva II • Wesenberg I • Wesenberg II
Ingermanländ./ Finnischer Kriegsschauplatz (ab 1701)
Archangelsk • Ladogasee • Nöteborg • Nyenschanz • Newa • Systerbäck • Petersburg • Wyborg I • Porvoo • Newa II • Koporje II • Kolkanpää
Litauisch-weißrussischer Kriegsschauplatz (1702–1706)
Vilnius • Saladen • Jakobstadt • Gemauerthof • Mitau • Grodno I • Olkieniki • Njaswisch • Klezk • Ljachawitschy
Polnischer Kriegsschauplatz (1702–1706)
Klissow • Pułtusk • Thorn • Lemberg • Warschau • Posen • Punitz • Tillendorf • Rakowitz • Praga • Fraustadt • Kalisch 
Russischer Kriegsschauplatz (1708–1709)
Grodno II • Golowtschin • Moljatitschi • Rajowka • Lesnaja • Desna • Baturyn • Koniecpol • Weprik • Opischnja • Krasnokutsk • Sokolki • Poltawa I • Poltawa II
2. Phase: Schweden in der Defensive (1710–1721)
Baltischer und Finnischer Kriegsschauplatz (bis 1714)
Riga II • Wyborg II • Pernau • Kexholm • Reval • Hogland • Pälkäne • Storkyro • Nyslott • Hanko 
Schwed./Norwegischer Kriegsschauplatz (1710–1721)
Helsingborg • Køge-Bucht • Bottnischer Meerbusen • Frederikshald I • Dynekilen-Fjord • Göteborg I • Strömstad • Trondheim • Frederikshald II • Marstrand • Ösel • Göteborg II • Södra Stäket • Grönham • Sundsvall
Norddeutscher Kriegsschauplatz (1711–1716)
Elbing • Wismar I • Lübow • Stralsund I • Greifswalder Bodden I • Stade • Rügen • Gadebusch • Altona • Tönning II • Stettin • Fehmarn • Wismar II • Stralsund II • Jasmund • Peenemünde • Greifswalder Bodden II • Stresow 
Im Gefecht bei Wesenberg am 5. Augustjul. / 16. August 1708greg. im Großen Nordischen Krieg besiegte ein russisches Kontingent unter Führung von Fjodor Matwejewitsch Apraxin eine schwedische Abteilung bei Wesenberg westlich von Narva in damals Schwedisch-Estland.

## Vorgeschichte
| \| Gefecht bei Wesenberg (1708) \| |
| Lage des Schlachtfeldes            |
| Gefecht bei Wesenberg (1708)       |

1708 plante das schwedische Oberkommando, das 1703 verlorene Ingermanland von den Russen zurückzugewinnen. Die Hauptattacke sollte von der finnischen Armee unter Georg Lybecker durchgeführt werden. Die schwedischen Kräfte in Schwedisch-Estland und Schwedisch-Livland waren sehr begrenzt, sodass ihre Aufgaben die Deckung der Provinzen und die Bindung russischer Kontingente in Dorpat und Narva waren. Im Juli 1708 wurde ein Kavallerieregiment und ein Infanterieregiment von Reval nach Wesenberg verlegt, um Estland vor russischen Streifzügen aus Narva zu beschützen. Das Infanterieregiment stand unter dem Kommando von Hans Henrik von Liewen. Im August 1708 ging dieser aber zurück nach Reval. Kommandeur des Regiments wurde nun Heinrich Johann von Schlippenbach. Das Kavallerieregiment wurde von Oberstleutnant Joachim Fredrik von Liewen befehligt. Im Sommer 1708 zählte das Regiment 600 Mann. Somit ergab sich eine Gesamtstärke von 1500 Mann vor Wesenberg.
Am 9. August vernichtete ein russischer Spähtrupp eine schwedische berittene Patrouille nahe Wesenberg und nahm sechs Schweden gefangen. Die Gefangenen erzählten von den zwei Regimentern bei Wesenberg. Der russische Kommandeur, Generaladmiral Fjodor Apraxin, entschied, diese beiden Regimenter anzugreifen. Sein Korps bestand aus einem Dragonerregiment unter Oberst Wassili Monastjrew mit insgesamt 1000 Dragonern, 300 Dragonern der Bauer-Division, 500 Kosaken unter Bekhmetew und drei Infanteriebataillonen von der Narvagarnison. Insgesamt waren das 3000 bis 3300 Mann.

## Gefechtsverlauf
Apraxins Truppen verließen Narva am 26. August 1708 auf dem Weg nach Westen. Am selben Tag zerstörten Russen eine kleine schwedische Befestigung am Fluss Sem, die von zwei Infanteriekohorten mit insgesamt 150 Mann und 40 Kavalleristen gehalten worden war. Gefangene gaben mehr Informationen über die schwedische Truppenstärke bei Wesenberg preis. Apraxin entschied sich, weiter nach Westen vorzustoßen. Seine Vorhut bestand aus 500 Kosaken unter Bekhmetew, es folgten Apraxins Dragoner und zuletzt die Infanterie. Als die russische Vorhut das schwedische Lager bei Vinna etwa zwei Meilen vor Wesenberg erreichte, fand sie die Schweden bereits in Gefechtsformation und kampfbereit vor. Bekhmetew entschied sich zum Rückzug, um auf die Hauptmacht der russischen Truppen zu warten. Die Schweden folgten ihm, doch Apraxins Dragoner erreichten rechtzeitig das Gefechtsfeld eine Meile westlich von Wesenberg und griffen die Bekhmetew verfolgenden Schweden an.
Diese warfen den russischen Angriff zurück, sodass Apraxin sich zurückzog, um auf die nachfolgende russische Infanterie zu warten. Als diese das Gefechtsfeld erreichte, formierten die Russen eine Gefechtslinie und griffen die Schweden erneut an. Apraxin schrieb, dass sich beide Gefechtslinien bis auf eine Entfernung von 45 Metern näherten. Die Schweden gaben lediglich eine Schusssalve ab und zogen sich dann zurück. Die schwedische Kavallerie zog sich mit geringen Verlusten ebenfalls zurück. Der Rückzugsweg der schwedischen Infanterie wurde jedoch von der russischen Kavallerie abgeschnitten. In der Folge wurde die schwedische Infanterie von den Russen völlig aufgerieben. Nach Angaben von Apraxin selbst sollen 244 Schweden in Gefangenschaft geraten sein, darunter auch Heinrich Johan von Schlippenbach. 916 Schweden sollen gefallen sein; nach anderen Angaben 704 Mann. Die russischen Verluste werden von Apraxin mit lediglich 16 Toten und 53 Verwundeten beziffert. Die Verlustangaben für die schwedische Seite sind wohl übertrieben.

## Folgen
Nach der Vernichtung des schwedischen Kontingents konnte sich Apraxin mit seinen Truppen wieder nach Osten in Richtung der finnischen Armee Lybeckers absetzen, die zeitgleich über die Newa setzte und nach Westen zog. Gleichzeitig war damit eine wirksame Entlastung der finnischen Armee Lybeckers durch die Bindung bedeutender russischer Kontingente von Schwedisch-Estland aus nicht mehr vorhanden. Lybecker stand mit seiner Armee isoliert in feindlichem Gebiet und musste allein die Hauptlast der Operationen tragen.